# Andrew Gaze
Andrew Barry Casson Gaze (ur. 24 lipca 1965 w Melbourne) – australijski koszykarz, występujący na pozycjach obrońcy oraz skrzydłowego.

## Osiągnięcia

### NCAA
- Wicemistrz NCAA (1989)[1]

### Drużynowe
- Mistrz:
  -  NBA (1999)[2]
  - Australii (1993, 1997)[3]
- dwukrotny wicemistrz Australii (1992, 1996)

### Indywidualne
- MVP:
  - australijskiej ligi NBL (1991, 1992, 1994–1998)[3]
  - meczu gwiazd australijskiej ligi NBL (1989, 1992)
- 15-krotnie zaliczany do I składu NBL (1986-2000)[3]
- Debiutant Roku NBL (1984)[3]
- 6-krotny laureat nagrody Australian International Player of the Year (1990, 1994–1996, 1998, 2000)[3]
- 8-krotny laureat nagrody NBL Most Efficient Player (1990–1997)[4]
- Laureat nagrody King of Moomba (1994)
- Wybrany do:
  - NBL 20th Anniversary Team (1998)
  - NBL 25th Anniversary Team (2003)
  - FIBA’s 50 Greatest Players[3]
  - Galerii Sław:
    - Koszykówki Australii (2004)
    - Sportu Australii (2005)
    - Koszykówki FIBA (2013)[3]
- Lider:
  - strzelców NBL (1984–2001)[5]
  - NBL w asystach (1989)[6]
  - NBL w skuteczności rzutów wolnych (1990, 1992, 1994–1996, 1999, 2001–2004)[7]
  - strzelców wszech czasów ligi NBL (32 pkt/m)

### Reprezentacja
- Zwycięzca turnieju FIBA Diamond Ball (2000)[8]
- Uczestnik:
  - igrzysk olimpijskich (1984 – 7. miejsce, 1988 – 4. miejsce, 1992 – 6. miejsce, 1996 – 4. miejsce, 2000 – 4. miejsce)[8]
  - mistrzostw świata (1986 – 13. miejsce, 1990 – 7. miejsce, 1994 – 5. miejsce, 1998 – 9. miejsce)[8]
- Lider:
  - strzelców:
    - mistrzostw świata (1994)[9]
    - igrzysk olimpijskich (2000)[10]

  - igrzysk olimpijskich w skuteczności:
    - rzutów z gry (2000 – 62,8%)[11]
    - rzutów wolnych (2000 – 93,3%)[12]